# ناتالیا کوتوزووا
ناتالیا کوتوزووا (روسی: Наталья Анатольевна Кутузова؛ زادهٔ march ۱۸, ۱۹۷۵ (۵۰ سال)) ورزشکار واترپلو اهل روسیه است.
وی در مسابقات کشوری و بین‌المللی در مجموع برندهٔ ۲ مدال برنز شده‌است.